# 林﨑理
林﨑 理（はやしざき おさむ、1960年〈昭和35年〉4月15日 - ）は、日本の自治・総務官僚。内閣官房参与（地方創生担当）。消防庁長官、内閣官房まち・ひと・しごと創生本部事務局地方創生総括官を経て、一般財団法人地域活性化センター理事長。

## 経歴
1983年（昭和58年）3月に東京大学法学部を卒業し、国家公務員採用上級甲種試験（法律）に合格、4月に自治省に入省（財政局地方債課兼大臣官房総務課）。7月に大阪府総務部財政課。1985年（昭和60年）4月、自治省行政局選挙部政治資金課。その後は内閣府大臣官房審議官、内閣官房内閣審議官などを歴任。
2016年（平成28年）6月30日、自治税務局長に就任。
2017年（平成29年）7月11日、総務省大臣官房長に就任
2018年（平成30年）8月1日、総務省自治財政局長に就任。
2019年（令和元年）7月5日、消防庁長官に就任。
2020年（令和2年）7月20日、内閣官房まち・ひと・しごと創生本部事務局地方創生総括官。
2021年（令和3年）7月2日、総務省顧問。
2024年（令和6年）10月2日、内閣官房参与（地方創生担当）。

## 年表
- 1960年（昭和35年）4月15日 : 東京都生まれ[1][11]。
- 1983年（昭和58年）
  - 3月 : 東京大学法学部卒業
  - 4月 : 自治省（現在の総務省）入省
- 1983年（昭和58年）7月：大阪府財政課[2]
- 1985年（昭和60年）4月：自治省行政局選挙部政治資金課[2]
- 1986年（昭和61年）4月：自治省財政局財政課[2]
- 1987年（昭和62年）7月：自治省財政局財政課主査[2]
- 1988年（昭和63年）4月：青森県消防防災課長
- 1989年（平成元年）5月：青森県総務部地方課長
- 1990年（平成2年）11月 : 通商産業省基礎産業局総務課長補佐
- 1992年（平成4年）11月 : 自治省行政局選挙部選挙課課長長補佐
- 1994年（平成6年）5月 : 福岡県総務部財政課長
- 1996年（平成8年）4月 : 自治省財政局財政課課長補佐
- 1997年（平成9年）7月 : 自治省財政局調整室課長補佐
- 1998年（平成10年）
  - 1月 : 自治省財政局調整室理事官
  - 7月 : 自治省大臣官房企画室環境対策企画官
  - 7月 : 自治省大臣官房付兼内閣・中央省庁等改革推進本部事務局企画官
- 2000年（平成12年）7月 : 大阪府総務部副理事兼財政課長
- 2002年（平成14年）4月 : 総務省大臣官房政策評価広報課企画官
- 2003年（平成15年）
  - 4月 : 総務省大臣官房企画課企画官
  - 8月 : 内閣官房内閣参事官（内閣官房副長官補付）
- 2006年（平成18年）4月 : 総務省自治税務局市町村税課長
- 2007年（平成19年）9月 : 総務省自治行政局選挙部政治資金課長
- 2009年（平成21年）10月 : 総務省自治財政局交付税課長
- 2010年（平成22年）7月 : 総務省自治行政局選挙部選挙課長
- 2013年（平成25年）8月 : 内閣府大臣官房審議官（経済社会システム担当）
- 2015年（平成27年）7月 : 内閣官房内閣審議官（内閣官房副長官補付）
- 2016年（平成28年）6月30日 : 総務省自治税務局長[3]
- 2017年（平成29年）7月11日：総務省大臣官房長[4]
- 2018年（平成30年）8月1日：総務省自治財政局長[5][6]
- 2019年（令和元年）7月5日：消防庁長官[7]
- 2020年（令和2年）7月20日：内閣官房まち・ひと・しごと創生本部事務局地方創生総括官[8]
- 2021年（令和3年）7月2日：総務省顧問[9]
- 2024年（令和6年）4月11日：衆議院議員選挙区画定審議会会長代理
- 2024年（令和6年）10月1日：内閣官房参与（地方創生担当）[10]